# Receiving Tube

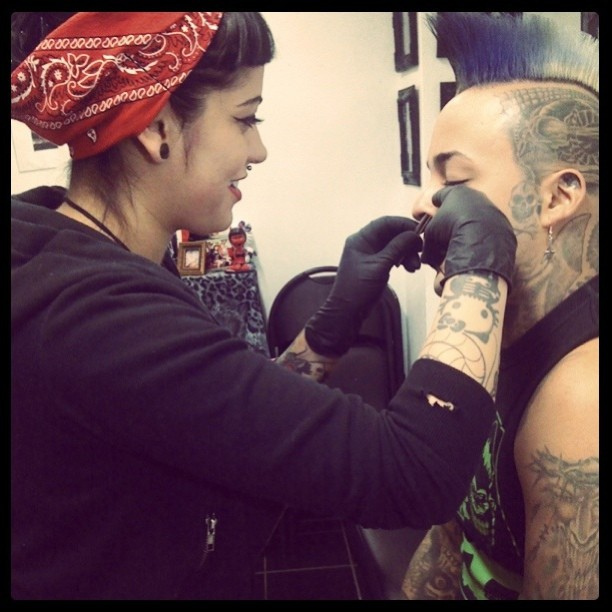
Stechen eines Septum-Piercings bei Verwendung einer Receiving Tube

Eine Receiving Tube (von englisch to receive = empfangen und Tube = Röhre) ist eine Schutzröhre, die beim Piercing eingesetzt wird, um beim Durchstechen der zu piercenden Hautpartie einen Gegendruck zu erzeugen und an schlecht zugänglichen Stellen nicht das umliegende Bindegewebe zu verletzen.

Sie ist eine meist aus Edelstahl gefertigte Röhre mit einer Länge von etwa zehn Zentimetern sowie einem Durchmesser zwischen fünf bis zehn Millimetern und besitzt entweder gerade (Flared Receiving Tube) oder angeschrägte Enden (Angled Receiving Tube). Zunehmend werden auch Einweg-Tubes aus PTFE verwendet.

## Geschichte

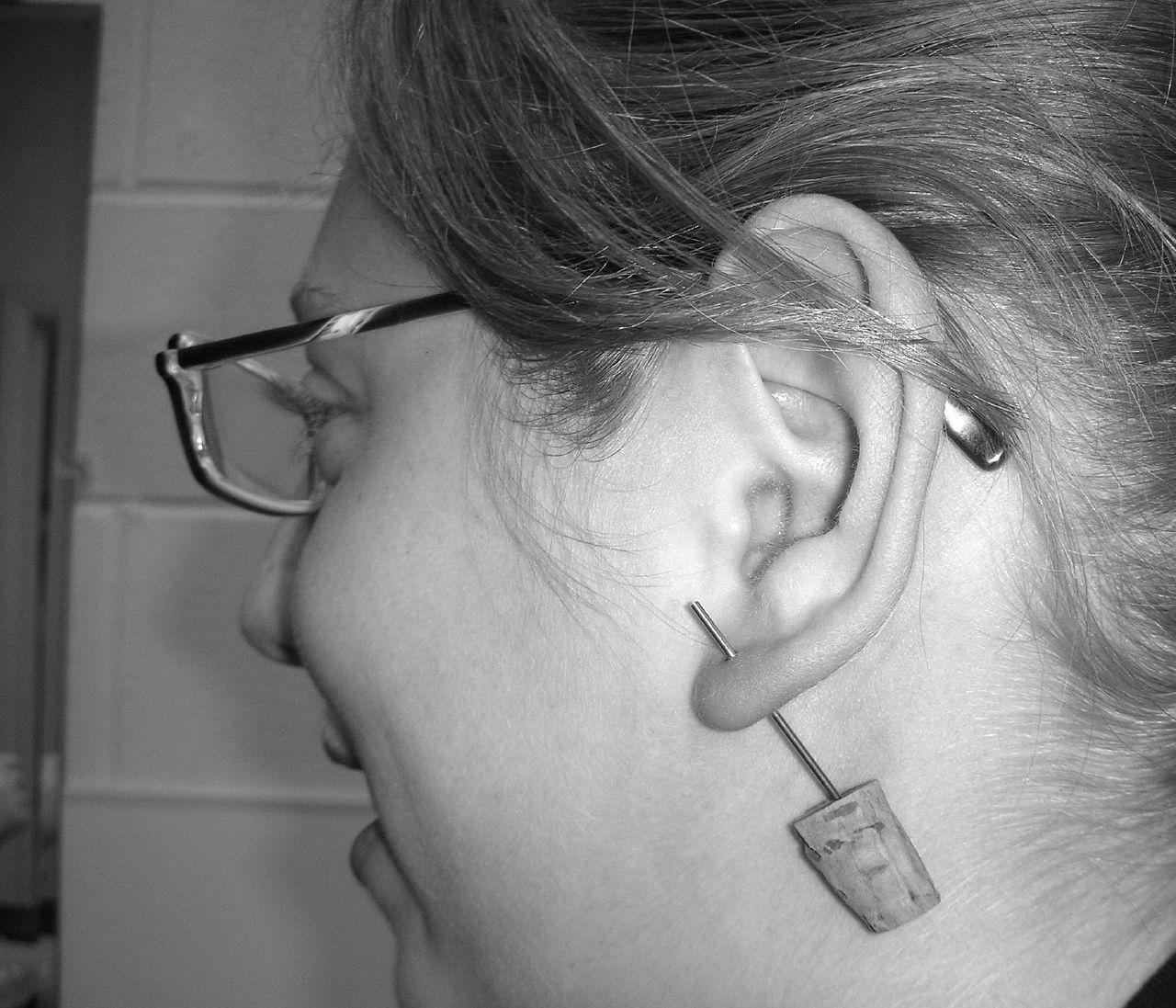
Bevor sich die Nutzung von Receiving Tubes etablierte wurden häufig Korken verwendet

Ursprünglich wurden häufig Korken verwendet, um beispielsweise beim Stechen eines Ohrlochs bessere Stabilität zu erlangen und weitere Verletzungen zu vermeiden. Mit dem Aufkommen des modernen Piercings wurde auch Schmuck an ausgefallenen Stellen populär, an denen die Verwendung von Korken aufgrund der anatomischen Beschaffenheit kaum möglich war. Zudem entspricht ein Korken verglichen mit Werkzeug aus sterilisierbarem Stahl in der Regel nicht den hygienischen Anforderungen.

## Anwendung
Verwendet wird eine Receiving Tube bei Körperstellen, an denen es aufgrund der anatomischen Gegebenheiten zu Verletzungen an nah gegenüber- oder anliegenden Körperstellen kommen könnte, beispielsweise beim Nostril-Piercing, dem Daith, dem inneren Conch-Piercing, dem vertikalen Klitorisvorhautpiercing oder dem Prinz Albert. Auch als Alternative zur Piercing-Klemme werden an diversen Körperpartien häufig Receiving Tubes verwendet, beispielsweise eine Flared Receiving Tube anstelle einer Septum-Klemmzange.
Sie wird dabei an die Gegenseite der zu durchstechenden Körperstelle gehalten, sodass die Nadel, nachdem sie durch die Haut gestochen wurde, in die Röhre hineingleiten, beziehungsweise von dieser aufgefangen werden kann und nicht erneut in umliegendes Gewebe einsticht.